# زبان آسامی
آسامی (অসমীয়া Ôxômiya) شرقی‌ترین زبان هندو-آریایی است، که بیش‌تر در ایالت آسام در شمال‌خاوری هند به کار می‌رود. همچنین زبان رسمی آسام است. همچنین در بخش‌هایی از آروناچال پرادش و دیگر ایالات شمال‌خاوری هند به کار می‌رود. گروه‌های کوچک آسامی زبان را می‌توان در بوتان یافت. این زبان توسط ۱۳ میلیون نفر سخن گفته می‌شود.
از نگر ویژگی‌های زبان‌شناسی آسامی با زبان بنگالی مشابهت و نزدیکی تمام دارد، بنابراین به سبب مجاورت با تبت و برمه واژه‌های بسیاری از زبان‌های این مناطق در واژگان آن راه یافته‌است. آثار مکتوب به این زبان بیشتر سرودها و نوشته‌های دینی است، بورانجیهای آهومها نیز از سده ۱۸م (۱۲ق) به این زبان نوشته می‌شد. امروز زبان آسامی در مدارس ابتدایی و متوسطه وسیله تعلیم است، و در چند دانشگاه این ایالت علوم جدید به این زبان و نیز به زبان انگلیسی تدریس می‌شود.